# Wesley Moraes
Wesley Moraes Ferreira da Silva (26 de novembre de 1996), més conegut com a Wesley, és un futbolista professional brasiler que juga com a davanter central.